# Leon Štukelj

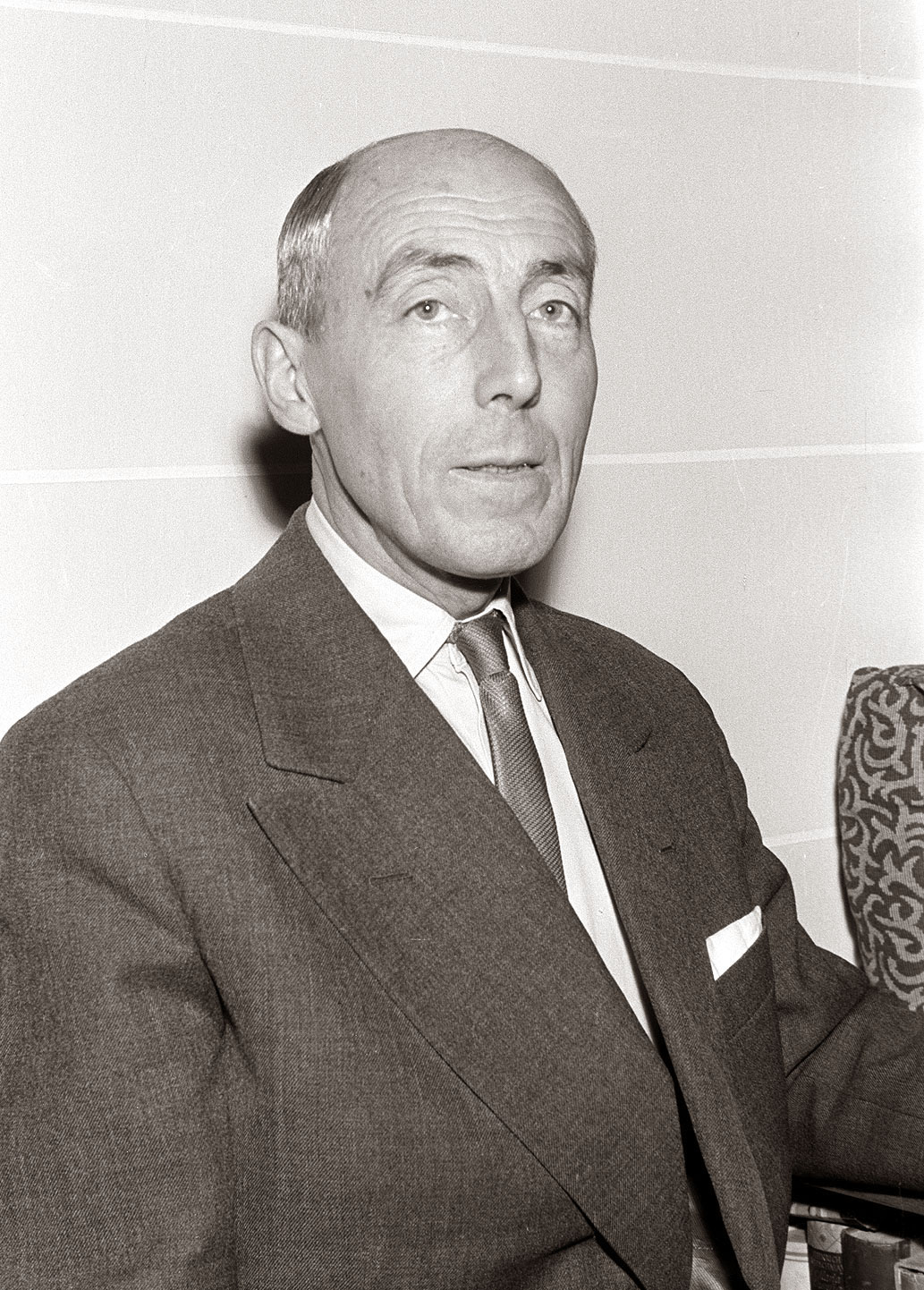
Leon Štukelj (1958)

Leon Štukelj (* 12. November 1898 in Novo mesto, Österreich-Ungarn; † 8. November 1999 in Maribor, Slowenien) war ein jugoslawischer Kunstturner slowenischer Herkunft.
Štukelj wurde nach dem Ersten Weltkrieg Bürger des neuen Staates Jugoslawien. Über 15 Jahre lang zählte er zur Weltspitze im Kunstturnen. Seinen Durchbruch erzielte er bei den Weltmeisterschaften 1922 in Ljubljana. Er gewann bei sieben großen internationalen Wettkämpfen 20 Medaillen, darunter acht goldene und je sechs silberne und bronzene. Bei den Olympischen Spielen 1924 in Paris gewann er zwei Goldmedaillen (Mehrkampf und Reck), bei den Spielen 1928 in Amsterdam folgten eine goldene (Ringe) und zwei bronzene Medaillen (Mehrkampf und Mannschaft), und bei seinem Karriereende bei den Spielen 1936 in Berlin errang er noch einmal eine Silbermedaille an den Ringen.
1927 beendete Leon Štukelj sein Studium der Rechtswissenschaften. Nach dem Ende seiner Karriere arbeitete er als Richter in seiner Heimatstadt Novo mesto. Später zog er nach Lenart und dann in die benachbarte Großstadt Maribor, wo er bis zu seinem Lebensende blieb. Sein 100. Geburtstag wurde in seiner Heimat mit einer großen Feier begangen. Noch bis kurz vor seinem Tod wenige Tage vor seinem 101. Geburtstag hielt sich Štukelj körperlich aktiv.

## Ehrungen
Während der 1990er Jahre galt Leon Štukelj als ältester lebender Olympiasieger und war ein gern gesehener Gast bei Sportveranstaltungen und in Sportsendungen. Auch bei der Eröffnung der Olympischen Spiele 1996 in Atlanta war er als Ehrengast anwesend und wurde von US-Präsident Bill Clinton begrüßt. 1997 wurde Leon Štukelj in die International Gymnastics Hall of Fame aufgenommen.
Die Sporthalle seiner Heimatstadt Novo mesto, die vor allem von der lokalen Basketball-Mannschaft genutzt wird, trägt heute seinen Namen. In Deutschland wird die Erinnerung an ihn durch den Namen der Turn-Fachzeitschrift LEON* wachgehalten, die mit Gründung im Jahr 2000 nach dem slowenischen Turn-Olympiasieger benannt wurde. Das Regionalmuseum der Unterkrain in Novo mesto ehrte Štukelj mit einer Dauerausstellung.
Im Jahr 2011 wurde in Maribor der Leon-Štukelj-Platz (slowenisch: Trg Leona Štuklja) eingeweiht.